# McKinley Heights
McKinley Heights – jednostka osadnicza w Stanach Zjednoczonych, w stanie Ohio, w hrabstwie Trumbull.